# Boulevard de la République (Saint-Cloud)
Pour les articles homonymes, voir Boulevard de la République.
Le boulevard de la République est une voie de communication située à Saint-Cloud dans les Hauts-de-Seine.

## Situation et accès

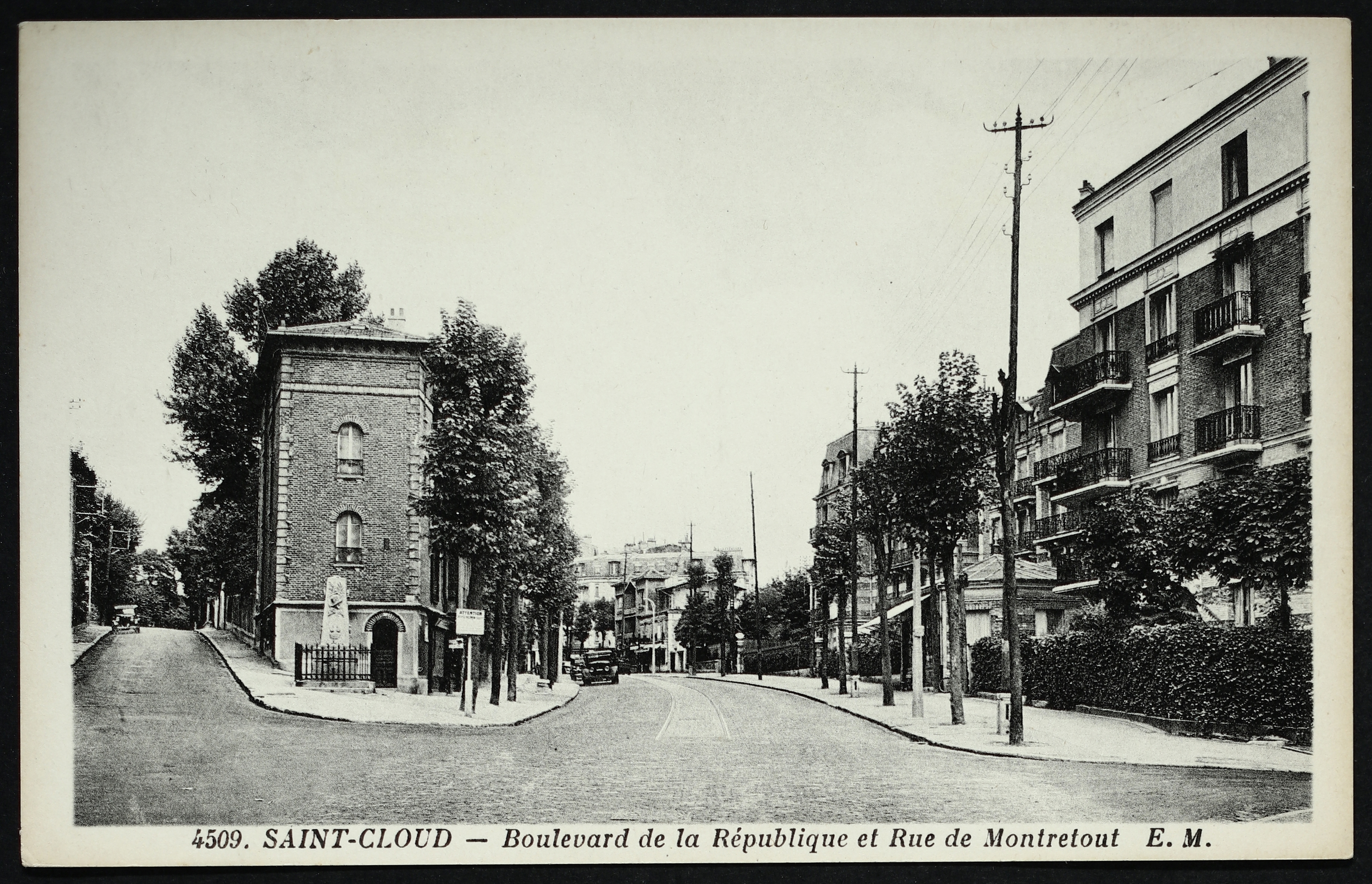
Le boulevard de la République et la rue de Montretout sur une carte postale ancienne.

Orienté du nord au sud avec quelques courbes, le boulevard de la République suit la route départementale 985, qui mène de Suresnes à Versailles.
Commençant son parcours au croisement du boulevard Louis-Loucheur et de la rue du Mont-Valérien, dans l'axe du boulevard Henri-Sellier, il passe entre le réservoir de Saint-Cloud et le jardin des Tourneroches, dépasse le croisement de la rue des Tennerolles et de la rue de Montesquiou, traverse la rue Preschez et se termine au carrefour de la rue Pasteur et de la rue Gounod, dans le prolongement de l'avenue du Général-Leclerc, qui elle-même prend plus loin le nom de route de Paris à Versailles.
Il est desservi par la gare du Val d'Or et par la gare de Saint-Cloud, toutes deux sur la ligne de Paris-Saint-Lazare à Versailles-Rive-Droite.

## Origine du nom
Le nom de ce boulevard, donné en 1936, est rendu en honneur du républicanisme.

## Historique
Ce boulevard s'appelait autrefois boulevard de Versailles, comme le boulevard Henri-Sellier à Suresnes, dont il est un prolongement.

## Bâtiments remarquables et lieux de mémoire
- Hippodrome de Saint-Cloud.

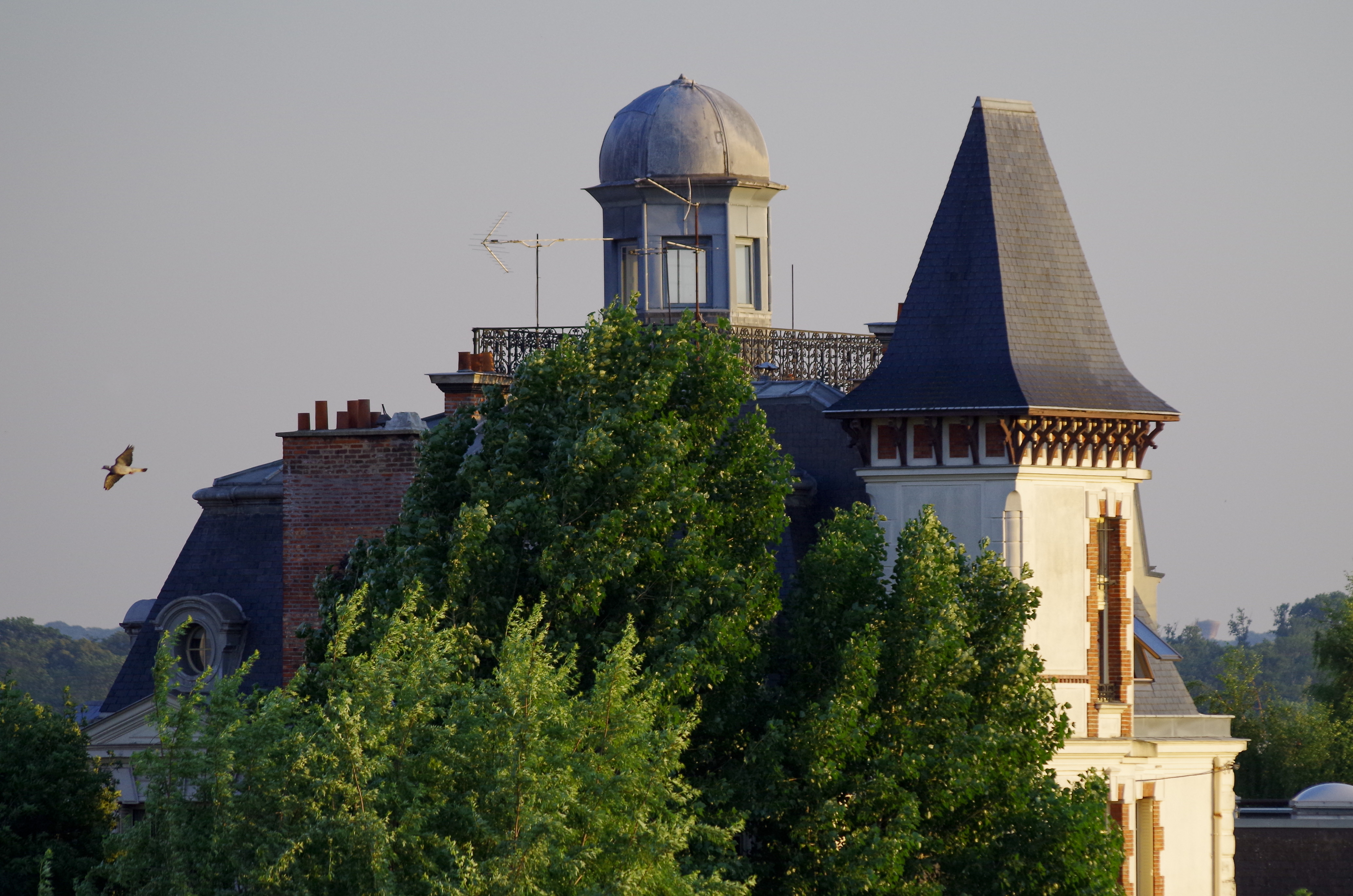
Belvédère sur un immeuble, boulevard de la République.

- Réservoir de Saint-Cloud, point d'arrivée de l'aqueduc de l'Avre. Il est aussi appelé Réservoir de Montretout et réservoir des eaux de l'Avre.
- Lycée Alexandre-Dumas[4].
- Le boulevard se caractérise par un grand nombre de villas de villégiature datant de la fin du XIXe siècle[5], certaines menacées par l'urbanisation[6].
- Marché des Avelines[7], et chapelle du Marché[8].
- L'écrivain Octave Uzanne y a habité de 1908 à son décès en 1931[9].
- Le compositeur Pierre-Joseph-Guillaume Zimmerman et sa famille y demeuraient au XIXe siècle, et y hébergeaient Charles Gounod.
- Le chef d'orchestre Henri Vaillard y est décédé en 1899[10].